# Merluccius hubbsi
A merluza (Merluccius hubbsi) é uma espécie de peixe comum na América do Sul. Tais animais costumam viver em profundidades que chegam até 200 metros, contando com um corpo que mede cerca de 1 metro de comprimento e apenas uma nadadeira dorsal.